# Мари фон Шварцбург-Рудолщат
Мария Каролина Августа фон Шварцбург-Рудолщат (на немски: Marie Karoline Auguste Prinzessin von Schwarzburg-Rudolstadt; * 29 януари 1850, Рабен Щайнфелд, Мекленбург-Предна Померания; † 22 април 1922, Хага) от фамилията Шварцбург, е принцеса от Шварцбург-Рудолщат и чрез женитба велика херцогиня на Мекленбург-Шверин (1868 – 1883). Тя е баба на кралица Юлиана Нидерландска.

## Живот
Тя е най-голямата дъщеря на фелдмаршал-лейтенант принц Франц Фридрих Адолф фон Шварцбург-Рудолщат (1801 – 1875) и съпругата му принцеса Матилда фон Шьонбург-Валденбург (1826 – 1914), дъщеря на княз Ото Виктор I фон Шьонбург (1785 – 1859) и принцеса Текла фон Шварцбург-Рудолщат (1795 – 1861), братовчедка на бащата на Мария. Сестра е на княз Гюнтер Виктор фон Шварцбург-Рудолщат (1852 – 1925) и Текла фон Шварцбург-Рудолщат (1859 – 1939), която не се омъжва.
Мария се омъжва на 4 юли 1868 г. в Рудолщат за 45-годишния велик херцог Фридрих Франц II фон Мекленбург (* 28 февруари 1823, Лудвигслуст; † 15 април 1883, Шверин), син на велик херцог Павел Фридрих (1800 – 1842) и принцеса Александрина Пруска (1803–1892), дъщеря на пруския крал Фридрих Вилхелм III и херцогиня Луиза фон Мекленбург-Щрелиц (1776 – 1810).
През 1872 г. нейният съпруг организира наречения на нея манастир „Мария“ на улицата „Профетен 29“ в Йерусалим, първата детска болница в Палестина.
От 1910 г. Мария живее в нейната вдовишка резиденция в Рабен Щайнфелд в Мекленбург-Предна Померания заедно с дъщеря си Елизабет, великата херцогиня на Олденбург, на която е забранено връщането ѝ в Олденбург и контакт с нейните деца.
Мария фон Шварцбург-Рудолщат умира на 72 години на 22 април 1922 г. в Хага, където е по случай 46-ия рожден ден на сина ѝ Хайнрих/Хендрик, нидерланският принц. Саркофагът и ̀ е закаран в Германия.
- Мария фон Шварцбург-Рудолщат, велика херцогиня на Мекленбург-Шверин
- Велик херцог Фридрих Франц II фон Мекленбург-Шверин

Мария и велик херцог Фридрих Франц имат четири деца:
- Елизабет Александрина Матилда Августа (* 10 август 1869, Лудвигслуст; † 3 септември 1955, Бад Шаумбург), омъжена 1896 г. за велик херцог Фридрих Август фон Олденбург (* 16 ноември 1852; † 24 февруари 1931)
- Фридрих Вилхелм Адолф Гюнтер (* 5 април 1871, Шверин; † 22 септември 1897, на кораб в Елба близо до Куксхавен)
- Албрехт Хайнрих (* 10 октомври 1873, Шверин; † 5 август 1969, Еутин), женен I. 1917 г. за принцеса Виктория Ройс-Грайц (* 21 април 1889; † 18 декември 1918), II. на 15 октомври 1924 г. за принцеса Елизабет фон Щолберг-Росла (* 23 юни 1885; † 16 октомври 1969), вдовица на полубрат му Йохан Албрехт
- Хайнрих Владимир Албрехт Ернст (* 19 април 1876, Шверин; † 3 юли 1934, Хага), става на 6 февруари 1901 г. „Хендрик принц на Нидерландия“, женен на 7 февруари 1901 г. за кралица Вилхелмина Нидерландска (* 31 август 1880; † 28 ноември 1962); родители на кралица Юлиана Нидерландска (1909 – 2004)